# 查爾斯·史東三世
查爾斯·史東三世（英語：Charles Stone III，1966年—）是一名美國男導演和演員，他曾執導過多部電影，以及為各知名樂團與歌手拍攝過MV。
此外，他也是百威公司受歡迎的廣告活動「Whassup?」之創作者。

## 早期生活
查爾斯·史東三世是露薏絲·戴維斯·史東（Louise Davis Stone）和塔斯克基飛行員兼記者查克·史東的兒子。他於1984年從費城的中央高中畢業。

## 作品列表

### 電影
- 《True》（1999；短片）
- 《鑼鼓喧天（英语：Drumline (film)）》（2002）
- 《黑街霸王（英语：Paid in Full (2002 film)）》（2002）
- 《安打先生》（2004）
- 《The Bet》（2005；短片）
- 《慈母復仇路（英语：Lila & Eve）》（2015）
- 《重踏舞姐妹會（英语：Step Sisters）》（2018）[4]
- 《德魯大叔》（2018）

### 電視
- 《勝利之光（英语：Friday Night Lights (TV series)）》（2007）
- 《林肯高地（英语：Lincoln Heights (TV series)）》（2007–2009）
- 《Spaced》（2008；電視電影）
- 《CrazySexyCool: The TLC Story（英语：CrazySexyCool: The TLC Story）》（2013；電視電影）
- 《綠葉家族（英语：Greenleaf (TV series)）》（2016）
- 《黑人當道》（2018–2019）
- 《黑色星期一（英语：Black Monday (TV series)）》（2019）
- 《更大（英语：Bigger (TV series)）》（2019）
- 《融和不容易（英语：Mixed-ish）》（2019）
- 《佐伊的超凡歌单》（2020）
- 《爆笑超市》（2021）
- 《凱南（英语：Kenan (TV series)）》（2021）
- 《娜歐米》（2022）

## 外部連結
- Charles Stone III在互联网电影资料库（IMDb）上的資料（英文）